# Quand tu liras cette lettre
Quand tu liras cette lettre es una película francesa de Jean-Pierre Melville estrenada en 1953.

## Argumento
Teresa (Juliette Gréco) está preparada para ingresar en un convento y la muerte de sus padres provoca que definitivamente no tome los hábitos, reconduciendo su vida a la protección de su hermana Denise (Irène Galter), siendo esta última violada por Max (Philippe lemaire), el carácter de Teresa impide que la cosa quede así, y pretende que este repare el agravio cometido con su hermana, lo que ocurre es que en contra de sus deseos, Max acaba enamorándose de la propia Teresa.
- Datos: Q3412936